# 芦別市
芦別市（あしべつし）は、北海道中部（道央地方）に位置し、空知総合振興局に属する市。

## 概要
空知川流域に位置する市。広大な市域を擁し、かつて石炭産業で栄え最盛期には人口7万を超えたが、閉山に伴い激減。地域経済の建て直しに取り組み、観光産業に力を入れている。

### 地名の由来
市域南端から中部にかけて南北に貫流する芦別川に由来する。語源については、アイヌ語のアシペッ（aspet 灌木の川）で芦別川が灌木の中を流れていることに由来するという説と、芦別川上流の三段滝に由来するという説の2つがある。2001年に北海道が出版した「アイヌ語地名リスト」でも、「立つ川」と「低木の中を流れる川」と二つの説が併記されている。

## 地理

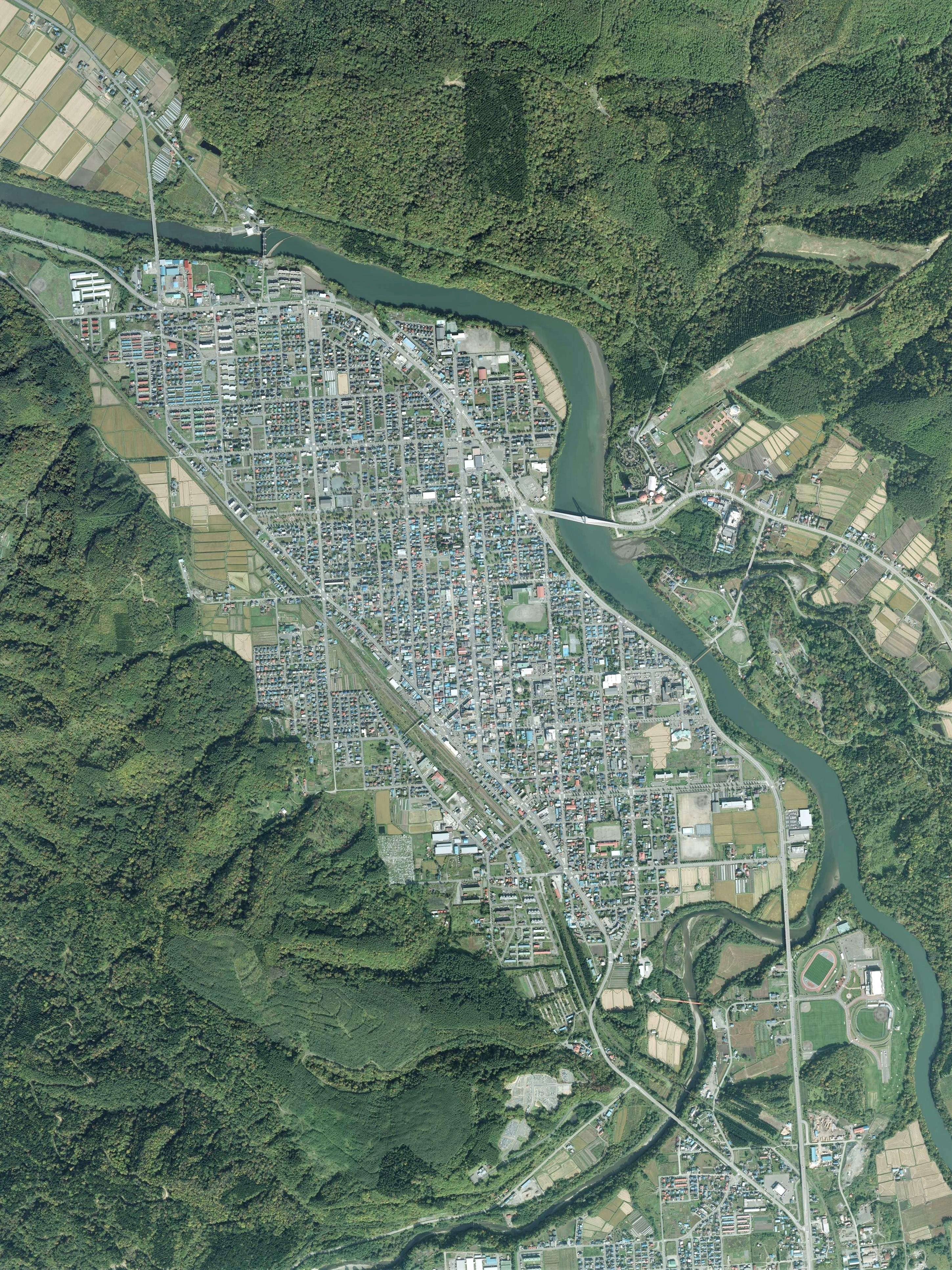
芦別市中心部周辺の空中写真。2009年10月1日撮影の3枚を合成作成。
。

北海道空知総合振興局管内のほぼ中央東端部に位置する。夕張山地の北部の大部分を抱え、全国でも有数の面積を誇る（全国1,718市町村（2018年10月1日現在。北方領土を除く）中51位）。市域の約9割は山岳・森林地帯である。芦別岳、中部には空知川、さらに北部から流れるパンケ幌内川、南部から流れる芦別川の各流域に市街地が形成されている。

### 地形

#### 山地
主な山
- 芦別岳
- 幾春別岳（いくしゅんべつだけ）
- 崕山（きりぎしやま）
- 美唄山
- 辺毛山
- 番ノ沢山
- 班渓幌内山（ぱんけぽろないざん）
- イルムケップ山
- 烏帽子岳
- 金剛岳
- 野花南岳
- 近藤山
- 中天狗

#### 河川

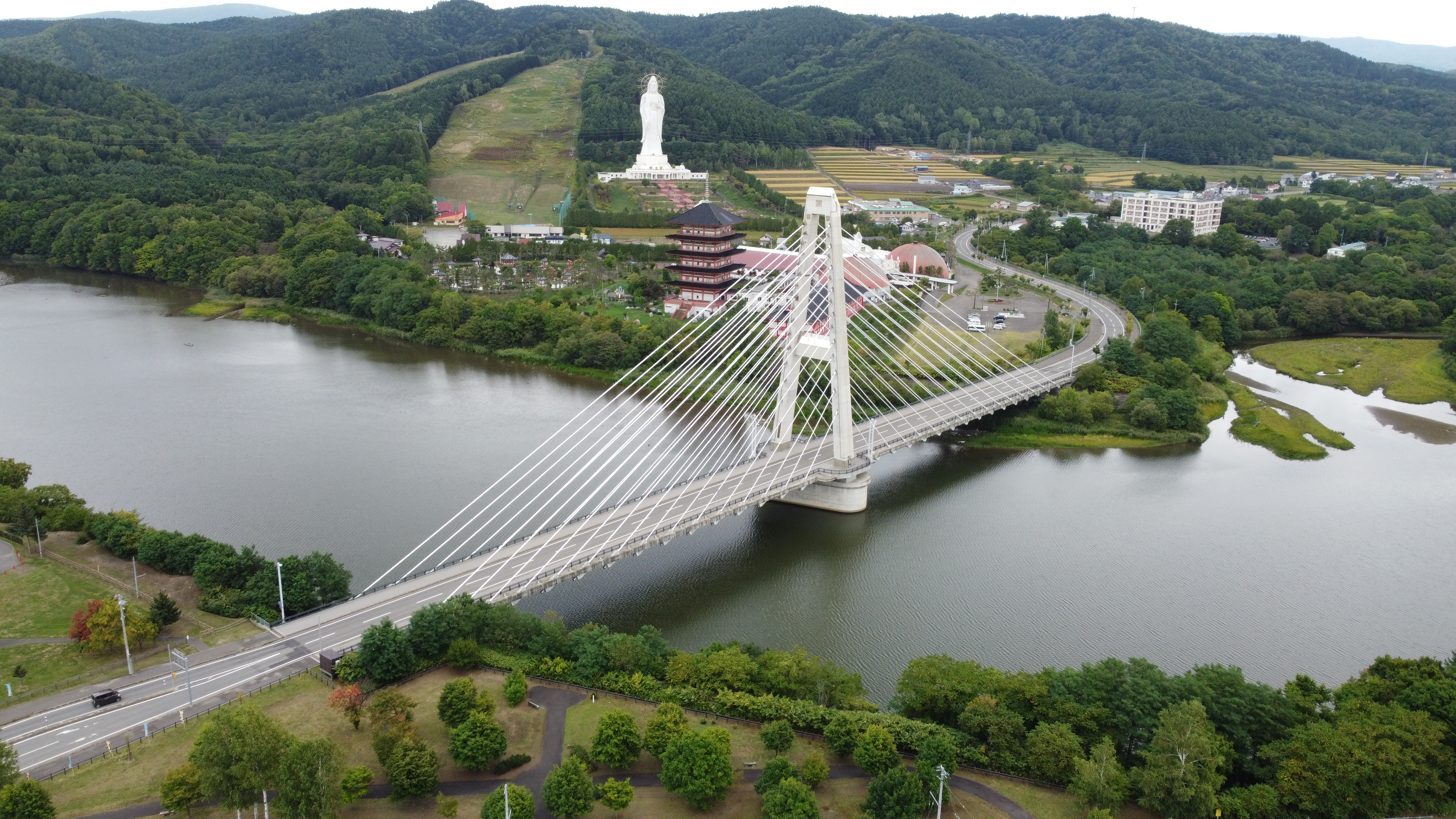
ドローン空撮で見る空知川。

主な川
- 空知川
- 芦別川
- パンケ幌内川
- 二股川
- ペンケ川
- 炭山川
- 野花南川
- オチノンペ川
- 月見沢川
- サキペンベツ川
- 幌子芦別川
- 惣顔真布川
- 惣芦別川

#### 湖沼
主な湖
- 野花南湖（のかなんこ）
- 芦別湖
- 滝里湖（ダム湖）

主な沼
- 大友の沼

### 気候
芦別市は内陸部に位置するため、気温の年較差が非常に大きい。特に8月の日最高気温の平年値は26.9℃（1991 - 2020年の平年値）と北海道で一番高くなっている。
| 芦別（1991年 - 2020年）の気候 | 芦別（1991年 - 2020年）の気候 | 芦別（1991年 - 2020年）の気候 | 芦別（1991年 - 2020年）の気候 | 芦別（1991年 - 2020年）の気候 | 芦別（1991年 - 2020年）の気候 | 芦別（1991年 - 2020年）の気候 | 芦別（1991年 - 2020年）の気候 | 芦別（1991年 - 2020年）の気候 | 芦別（1991年 - 2020年）の気候 | 芦別（1991年 - 2020年）の気候 | 芦別（1991年 - 2020年）の気候 | 芦別（1991年 - 2020年）の気候 | 芦別（1991年 - 2020年）の気候 |
| 月                            | 1月                           | 2月                           | 3月                           | 4月                           | 5月                           | 6月                           | 7月                           | 8月                           | 9月                           | 10月                          | 11月                          | 12月                          | 年                            |
| ----------------------------- | ----------------------------- | ----------------------------- | ----------------------------- | ----------------------------- | ----------------------------- | ----------------------------- | ----------------------------- | ----------------------------- | ----------------------------- | ----------------------------- | ----------------------------- | ----------------------------- | ----------------------------- |
| 最高気温記録 °C （°F）        | 7.6 (45.7)                    | 14.5 (58.1)                   | 17.3 (63.1)                   | 28.7 (83.7)                   | 33.0 (91.4)                   | 35.7 (96.3)                   | 37.2 (99)                     | 36.7 (98.1)                   | 33.1 (91.6)                   | 28.3 (82.9)                   | 20.9 (69.6)                   | 14.3 (57.7)                   | 37.2 (99)                     |
| 平均最高気温 °C （°F）        | −1.9 (28.6)                   | −0.7 (30.7)                   | 3.8 (38.8)                    | 11.4 (52.5)                   | 18.8 (65.8)                   | 23.0 (73.4)                   | 26.5 (79.7)                   | 26.9 (80.4)                   | 22.6 (72.7)                   | 15.5 (59.9)                   | 7.1 (44.8)                    | 0.1 (32.2)                    | 12.8 (55)                     |
| 日平均気温 °C （°F）          | −6.4 (20.5)                   | −5.6 (21.9)                   | −1.0 (30.2)                   | 5.5 (41.9)                    | 12.3 (54.1)                   | 16.9 (62.4)                   | 20.9 (69.6)                   | 21.4 (70.5)                   | 16.6 (61.9)                   | 9.6 (49.3)                    | 2.7 (36.9)                    | −3.8 (25.2)                   | 7.4 (45.3)                    |
| 平均最低気温 °C （°F）        | −11.3 (11.7)                  | −11.1 (12)                    | −6.1 (21)                     | 0.0 (32)                      | 6.1 (43)                      | 11.8 (53.2)                   | 16.4 (61.5)                   | 17.0 (62.6)                   | 11.7 (53.1)                   | 4.7 (40.5)                    | −1.2 (29.8)                   | −7.8 (18)                     | 2.5 (36.5)                    |
| 最低気温記録 °C （°F）        | −26.3 (−15.3)                 | −25.7 (−14.3)                 | −23.8 (−10.8)                 | −11.2 (11.8)                  | −2.4 (27.7)                   | 1.8 (35.2)                    | 8.0 (46.4)                    | 8.4 (47.1)                    | 1.7 (35.1)                    | −2.7 (27.1)                   | −13.3 (8.1)                   | −21.1 (−6)                    | −26.3 (−15.3)                 |
| 降水量 mm （inch）            | 65.3 (2.571)                  | 53.1 (2.091)                  | 59.4 (2.339)                  | 53.7 (2.114)                  | 66.7 (2.626)                  | 76.3 (3.004)                  | 122.9 (4.839)                 | 152.7 (6.012)                 | 142.8 (5.622)                 | 116.1 (4.571)                 | 128.3 (5.051)                 | 98.2 (3.866)                  | 1,141.6 (44.945)              |
| 降雪量 cm （inch）            | 161 (63.4)                    | 140 (55.1)                    | 108 (42.5)                    | 14 (5.5)                      | 0 (0)                         | 0 (0)                         | 0 (0)                         | 0 (0)                         | 0 (0)                         | 2 (0.8)                       | 67 (26.4)                     | 177 (69.7)                    | 666 (262.2)                   |
| 平均降水日数 （≥1.0 mm）      | 17.2                          | 14.9                          | 14.1                          | 11.8                          | 11.2                          | 9.1                           | 10.7                          | 11.8                          | 12.5                          | 15.4                          | 18.7                          | 20.4                          | 167.3                         |
| 平均月間日照時間              | 76.1                          | 84.6                          | 129.5                         | 160.4                         | 188.1                         | 169.7                         | 163.1                         | 155.9                         | 155.0                         | 126.5                         | 69.0                          | 55.9                          | 1,533.9                       |
| 出典：気象庁                  |                               |                               |                               |                               |                               |                               |                               |                               |                               |                               |                               |                               |                               |

### 地域

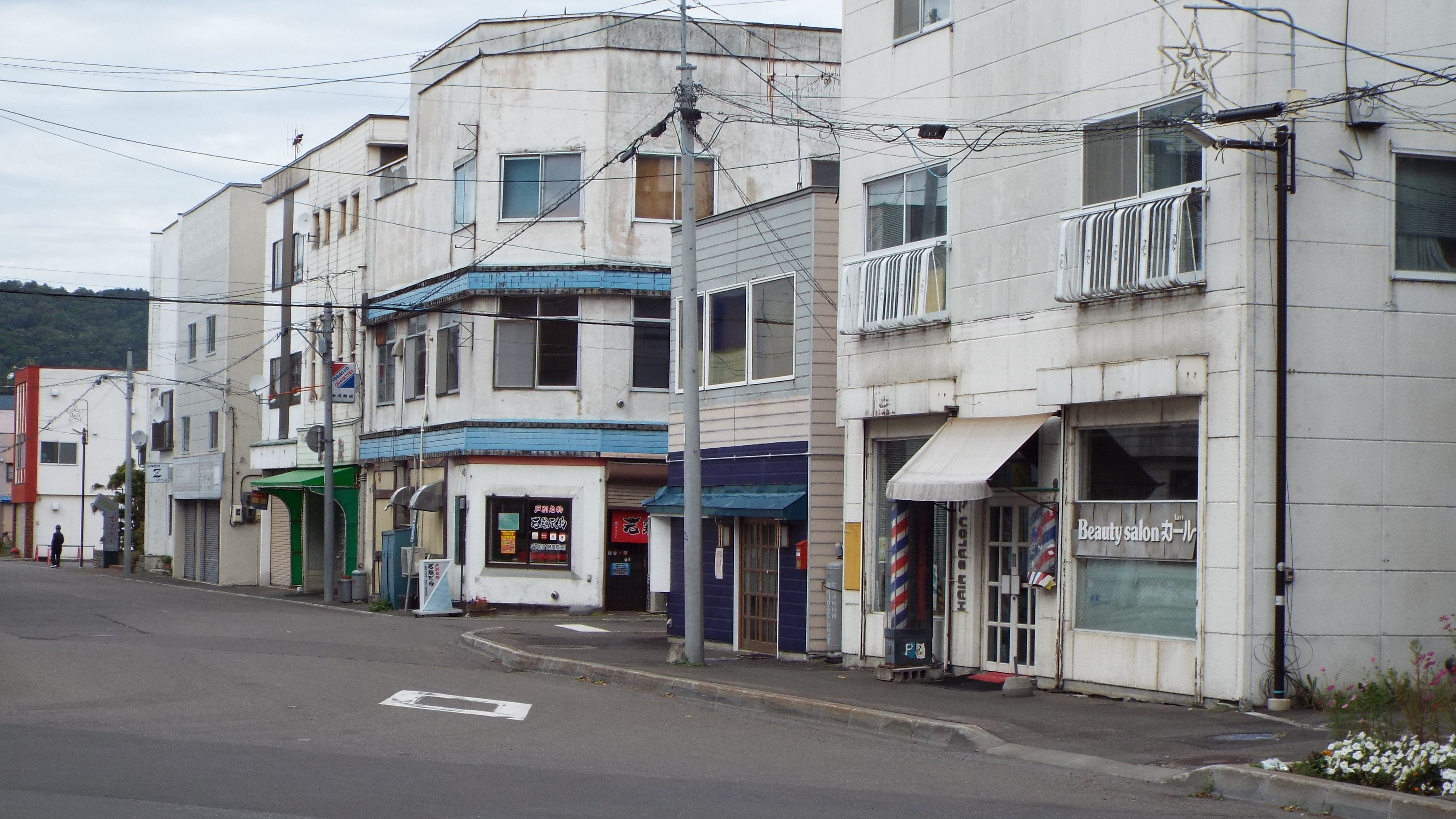
過疎化が進行する芦別駅前商店街

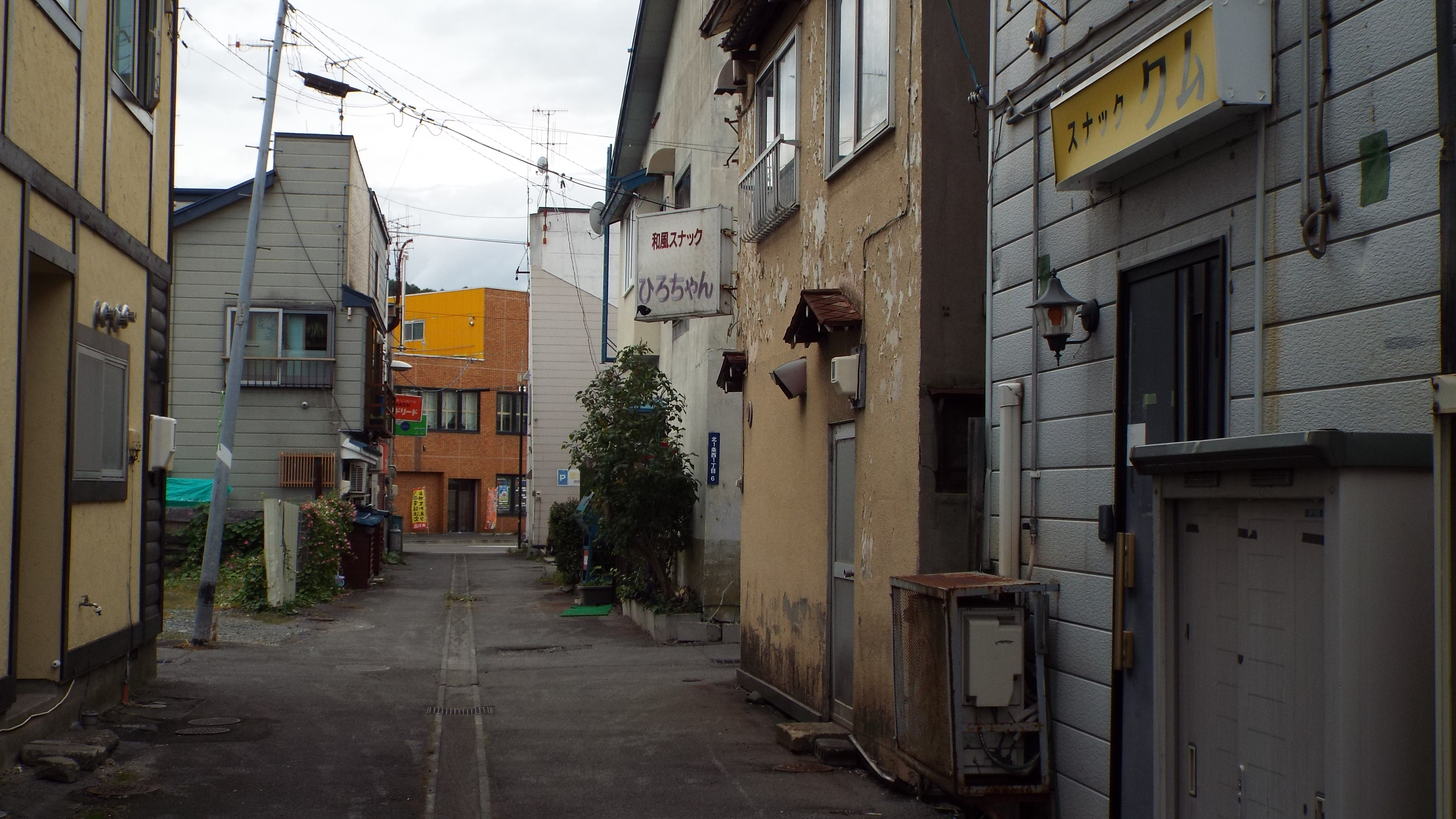
芦別駅前の飲み屋街

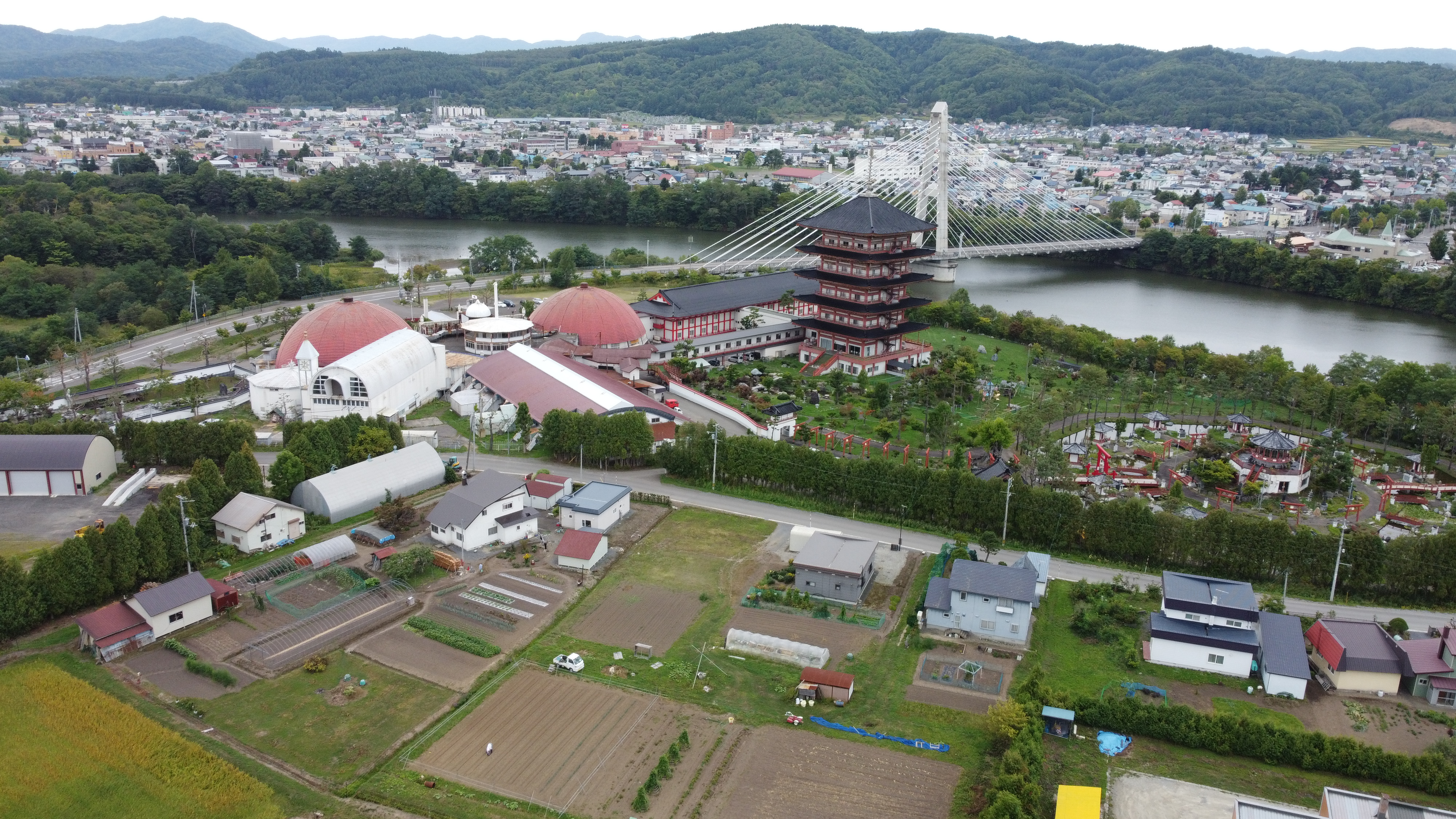
空知川と国道452号。元レジャーランド『北の京・芦別』（現・宗教法人「天徳育成会」）と空知川向うに芦別市街が見える。

| - 旭町 (あさひまち) - 旭町油谷 (あさひまちゆや) - 芦別 (あしべつ) - 泉 (いずみ) - 上芦別町 (かみあしべつちょう) - 川岸 (かわぎし) - 北1条東 (きた1じょうひがし) - 1〜2丁目 - 北2条東 (きた2じょうひがし) - 1〜2丁目 - 北3条東 (きた3じょうひがし) - 1〜2丁目 - 北4条東 (きた4じょうひがし) - 北5条東 (きた5じょうひがし) - 1〜2丁目 - 北6条東 (きた6じょうひがし) - 北1条西 (きた1じょうにし) - 1〜2丁目 - 北2条西 (きた2じょうにし) - 1〜3丁目 - 北3条西 (きた3じょうにし) - 1〜3丁目 - 北4条西 (きた4じょうにし) - 1〜4丁目 - 北5条西 (きた5じょうにし) - 1〜5丁目 - 北6条西 (きた6じょうにし) - 1〜5丁目 - 北7条西 (きた7じょうにし) - 2〜6丁目 - 黄金町 (こがねちょう) - 新城町 (しんじょうちょう) - 高根町 (たかねちょう) - 滝里町 (たきさとちょう) - 常磐 (ときわ) - 常磐町 (ときわちょう) - 豊岡 (とよおか) - 豊岡町 (とよおかちょう) - 中の丘町 (なかのおかちょう) - 西芦別町 (にしあしべつちょう) - 野花南町 (のかなんちょう) - 東頼城町 (ひがしらいじょうちょう) - 福住町 (ふくずみちょう) - 幌内 (ほろない) - 本町 (ほんちょう) - 南1条西 (みなみ1じょうにし) - 南1条東 (みなみ1じょうひがし) - 1〜2丁目 - 南2条東 (みなみ2じょうひがし) - 1〜3丁目 - 南3条東 (みなみ3じょうひがし) - 1〜3丁目 - 頼城町 (らいじょうちょう) - 緑泉町 (ろくせんちょう) |

### 人口
| |                                        |  |
| 芦別市と全国の年齢別人口分布（2005年） | 芦別市の年齢・男女別人口分布（2005年） |  |
| ■紫色 ― 芦別市 ■緑色 ― 日本全国 | ■青色 ― 男性 ■赤色 ― 女性              |  |
| 芦別市（に相当する地域）の人口の推移 \| 1970年（昭和45年） \| 42,730人 \| \| \| 1975年（昭和50年） \| 36,520人 \| \| \| 1980年（昭和55年） \| 32,946人 \| \| \| 1985年（昭和60年） \| 30,017人 \| \| \| 1990年（平成2年） \| 25,078人 \| \| \| 1995年（平成7年） \| 22,931人 \| \| \| 2000年（平成12年） \| 21,026人 \| \| \| 2005年（平成17年） \| 18,899人 \| \| \| 2010年（平成22年） \| 16,632人 \| \| \| 2015年（平成27年） \| 14,676人 \| \| \| 2020年（令和2年） \| 12,555人 \| \| |                                        |  |
| 総務省統計局 国勢調査より |                                        |  |
| 1970年（昭和45年） | 42,730人                               |  |
| 1975年（昭和50年） | 36,520人                               |  |
| 1980年（昭和55年） | 32,946人                               |  |
| 1985年（昭和60年） | 30,017人                               |  |
| 1990年（平成2年） | 25,078人                               |  |
| 1995年（平成7年） | 22,931人                               |  |
| 2000年（平成12年） | 21,026人                               |  |
| 2005年（平成17年） | 18,899人                               |  |
| 2010年（平成22年） | 16,632人                               |  |
| 2015年（平成27年） | 14,676人                               |  |
| 2020年（令和2年） | 12,555人                               |  |

#### 消滅集落
2015年国勢調査によれば、以下の集落は調査時点で人口0人の消滅集落となっている。
- 滝里町

### 隣接している自治体
| 空知総合振興局 - 深川市 - 赤平市 - 歌志内市 - 美唄市 - 三笠市 - 夕張市 - 空知郡：上砂川町、奈井江町 | 上川総合振興局 - 旭川市 - 富良野市 - 空知郡：中富良野町、南富良野町 - 上川郡：美瑛町 |

## 歴史

### 沿革
- 1857年（安政4年） :松浦武四郎が空知川流域で石炭を発見。
- 1893年（明治26年） :歌志内で魚屋を営んでいた佐藤伝治郎（山形県出身）がパンケホロナイ川右岸に移住。＜芦別開基＞
- 1896年 :蘆別神社(あしべつじんじゃ)の創建
- 1897年 :奈江村（現在の砂川市）と滝川村（現在の滝川市）の一部を歌志内村（現在の芦別市も含む）として分離し、歌志内村戸長役場（現在の歌志内市）を設置。兜谷徳平ら班渓幌内炭山発掘
- 1900年 :歌志内村から、芦別村として分立し、芦別村戸長役場を設置。
- 1906年 :二級町村制施行「芦別村」
- 1917年（大正6年） :久原鉱業油谷芦別炭鉱 開坑
- 1918年 :富士製紙が日本最初のダム式水力発電所を完成させる[5]。
- 1935年（昭和10年） :明治鉱業明治上芦別鉱業所 開坑
- 1923年 :一級町村制施行「芦別村」
- 1924年 :三菱鉱業芦別鉱業所 開坑
- 1938年 :芦別高根炭鉱高根鉱業所 開坑
- 1941年 :町制施行「芦別町」
- 1943年 :三井芦別鉱業 開坑
- 1944年 :明治鉱業明治上芦別鉱業所 開坑
- 1952年 :発電所の建設現場でがけ崩れが発生。死者3人、重軽傷者15人[6]。
- 1953年 :市制施行「芦別市」
- 1954年 : 帯広市から小樽市に向かう昭和天皇、香淳皇后のお召し列車が芦別駅に停車。駅前奉迎が行われた[7]。
- 1963年 :明治鉱業明治上芦別鉱業所 閉山
- 1964年 :三菱鉱業芦別鉱業所 閉山
- 1967年 :芦別高根炭鉱高根鉱業所 閉山
- 1969年 :油谷鉱業油谷芦別炭鉱 閉山
- 1975年（昭和50年） :北海道大観音建設計画、平成元年完成(天徳院所有)
- 1984年（昭和59年）「星の降る里・芦別」宣言
- 1985年（昭和60年） :芦別健夏山笠初開催
- 1992年（平成4年）  :三井芦別炭鉱 閉山
- 1993年 :開基百年
- 1997年 :カナディアンワールド経営破綻
- 1999年 :市営カナディアンワールド公園オープン
- 2022年 :ステラストリートフェス開催

## 政治

### 行政

#### 市長
- 市長：北村真（きたむら まこと、2025年2月26日就任、1期目）

歴代首長
| - 戸長（1900年 - 1906年） - （仮）茅野一治 - 初代 北郷武男 - 二代 茅野一治 - 三代 金田寛十郎 | - 村長（1906年 - 1941年） - 初代 金田寛十郎 - 二代 渡部哲鋼 - 三代 鈴木幹雄 - 四代 内藤武三郎 - 五代 田辺 勝 - 六代 尾崎春松 - 七代 真田関次郎 - 八代 豊島亀三郎 | - 町長（1941年 - 1953年） - 初代 豊島亀三郎 - 二代 野々瀬恵一郎 - 三代 中西太次郎 - 市長（1953年 - 現在に至る） - 初代 中西太次郎 - 二代 側見清一 - 三代 細谷徹之助 - 四代 東田耕一 - 五代 林政志 - 六代 清澤茂宏 - 七代 今野宏 - 八代 荻原貢 - 九代 北村真 |
|                                                                                              | | |

#### 崕山問題
- 市内南部（＝険しい夕張山脈北部）にある崕山（きりぎしやま・1066m）は石灰岩の山で、その名の通り険しく、山頂部には岩塔が聳え奇観を呈している。また、その地質上の特性から、大変珍しい高山植物の咲く山として知られている。
- しかし高山植物、特に崕山固有種である絶滅危機種「キリギシソウ」などの盗掘が相次ぎ、植生の回復のために1999年（平成11年）から2003年（平成15年）まで5年間を目処に入山規制をしき、年3回の学習登山会以外の立ち入りを禁止していた。
- なお2004年（平成16年）3月、林野庁北海道森林管理局は現在行っている入山制限を当面、延長することを決めた。
- 芦別市は国に対して、崕山の天然記念物指定を要請している。

### 議会

#### 市議会
- 芦別市議会

定数:12

## 国家機関

### 法務省
検察庁
- 札幌地方検察庁滝川支部、滝川区検察庁

### 裁判所
- 札幌地方裁判所滝川支部 （滝川市）
- 札幌家庭裁判所滝川支部 （滝川市）
- 滝川簡易裁判所 （滝川市）

## 施設

### 警察
- 北海道札幌方面芦別警察署[9]

### 消防
本部
- 滝川地区広域消防事務組合

消防署
- 芦別消防署

### 郵便局
- 芦別郵便局（集配局）
- 芦別宮元郵便局
- 上芦別郵便局
- 新城郵便局
- 常磐郵便局
- 西芦別郵便局
- 野花南郵便局
- 頼城郵便局
- 芦別渓水簡易郵便局
- 上芦別なまこ山簡易郵便局　(旧 上芦別草笛簡易郵便局)

## 対外関係

### 姉妹都市･提携都市

#### 海外
- シャーロットタウン（カナダ連邦 プリンスエドワードアイランド州）
1993年（平成5年）7月 - 姉妹都市提携[10]。

## 経済

### 第一次産業

#### 農業
農協
- たきかわ農業協同組合（JAたきかわ）芦別支店

### 芦別市に拠点を置く主な企業
- 北日本精機株式会社
- 芦別鉱業株式会社
- 株式会社ソラチ
- 株式会社 オプトエレクトロニクス 芦別工場
- 滝沢ベニヤ 株式会社
- 北海道電力滝里発電所

### 第三次産業

#### 物流
- ヤマト運輸：道北主管支店赤平センター（赤平市）
- 佐川急便：滝川営業所（滝川市）
- 日本通運：滝川支店（滝川市）

### 金融機関
- 北海道銀行芦別支店
- 北洋銀行芦別支店
- 北門信用金庫芦別支店
- 北海道労働金庫芦別出張所

### 芦別市に拠点を置く主な企業
- 北日本精機株式会社
- 芦別鉱業株式会社
- 株式会社ソラチ
- 株式会社 オプトエレクトロニクス 芦別工場
- 滝沢ベニヤ 株式会社

## 情報･通信

### マスメディア

#### 新聞社
- プレス空知芦別支局
- 北海道新聞社芦別支局

## 生活基盤

### ライフライン

#### 電力
- 北海道電力 滝里発電所

## 教育

### 大学
通信
- 星槎大学 芦別学習センター

### 専修学校
私立
- 学校法人土岐学園 専門学校 北日本自動車大学校 - 整備士養成施設。富士重工業設計のテストコースがある。旧校名・北日本自動車工学専門学校

### 高等学校
道立
- 北海道芦別高等学校 - 夏の甲子園に出場した経験がある

通信
- 星槎国際高等学校

### 中学校
市立
- 芦別市立芦別中学校

### 小学校
市立
- 芦別市立芦別小学校
- 芦別市立上芦別小学校 - 東芦別小学校との統合時に上記の上芦別中学校跡地に建築された新校舎に移転。

### 廃校となった学校
高等学校
- 芦別総合技術高等学校 - 芦別工業高等学校の廃校によって開校し、のちに芦別商業高等学校を統合したが、芦別高等学校に情報ビジネス科が新設されたことで、2004年（平成16年）4月から学生の新規募集を停止し、2006年（平成18年）3月に廃校
- 芦別工業高等学校 - 夏の甲子園に出場した経験がある。1988年（昭和63年）閉校。
- 芦別商業高等学校 - 芦別啓南高として開校。1989年（平成元年）閉校。

中学校
- 芦別市立頼城中学校 - 1996年（平成8年）閉校
- 芦別市立滝里中学校 - 1980年（昭和55年）閉校
- 芦別市立野花南中学校 - 1980年（昭和55年）閉校
- 芦別市立上芦別中学校 - 1980年（昭和55年）閉校、跡地は現在の上芦別小学校（東芦別小学校との統合時に建築された新校舎）。
- 芦別市立新城中学校
- 芦別市立常磐中学校 - 1947年（昭和22年）に常磐小学校内に併置開校し、1988年（昭和63年）閉校となる。
- 芦別市立黄金中学校
- 芦別市立油谷中学校
- 芦別市立高根中学校
- 芦別市立西芦別中学校 - 啓成中学校と統合につき、2006年（平成18年）3月に閉校。
- 芦別市立啓成中学校 - 2024年（令和6年）に閉校し、市内の中学校は芦別中学校のみとなった。

小学校
- 芦別市立新城小学校 - 2004年（平成16年）閉校
- 芦別市立頼城小学校 - 2002年（平成14年）閉校
- 芦別市立東芦別小学校 - 1987年（昭和62年）閉校
- 芦別市立滝里小学校 - 1987年（昭和62年）閉校
- 芦別市立黄金小学校 - 1998年（平成10年）閉校
- 芦別市立東黄金小学校 - 1973年（昭和48年）閉校
- 芦別市立中の丘小学校 - 1980年（昭和55年）閉校
- 芦別市立油谷小学校 - 1971年（昭和46年）閉校
- 芦別市立豊岡小学校 - 1972年（昭和47年）閉校
- 芦別市立旭小学校 - 1976年（昭和51年）閉校
- 芦別市立川岸小学校 - 1965年（昭和40年）閉校
- 芦別市立高根小学校 - 1967年（昭和42年）閉校
- 芦別市立緑ケ丘小学校 - 2010年（平成22年）閉校
- 芦別市立常磐小学校 - 2014年（平成26年）閉校
- 芦別市立西芦別小学校 - 2014年（平成26年）閉校
- 芦別市立野花南（のかなん）小学校 - 2014年（平成26年）閉校

## 交通

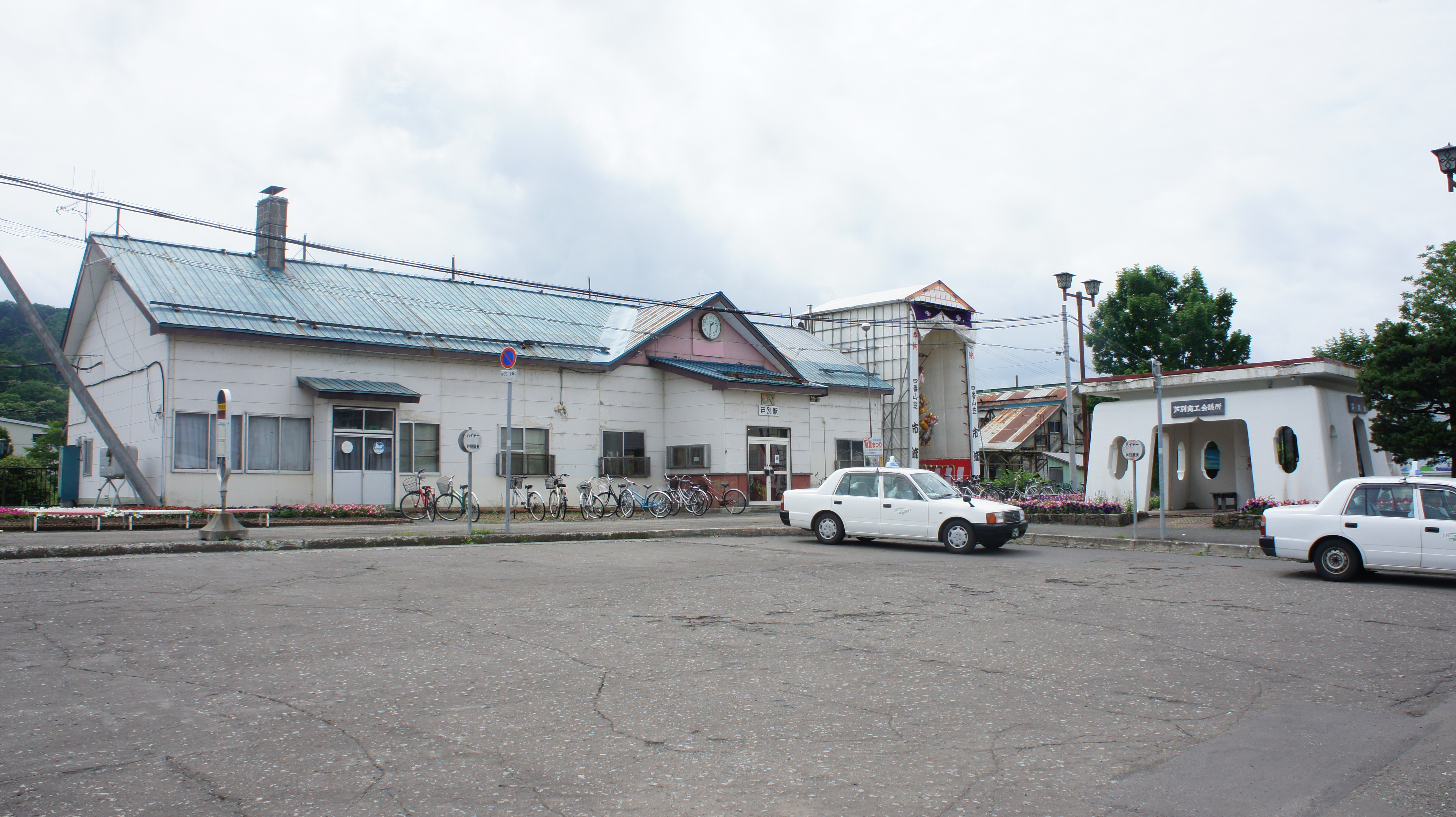
芦別駅（2018年7月）

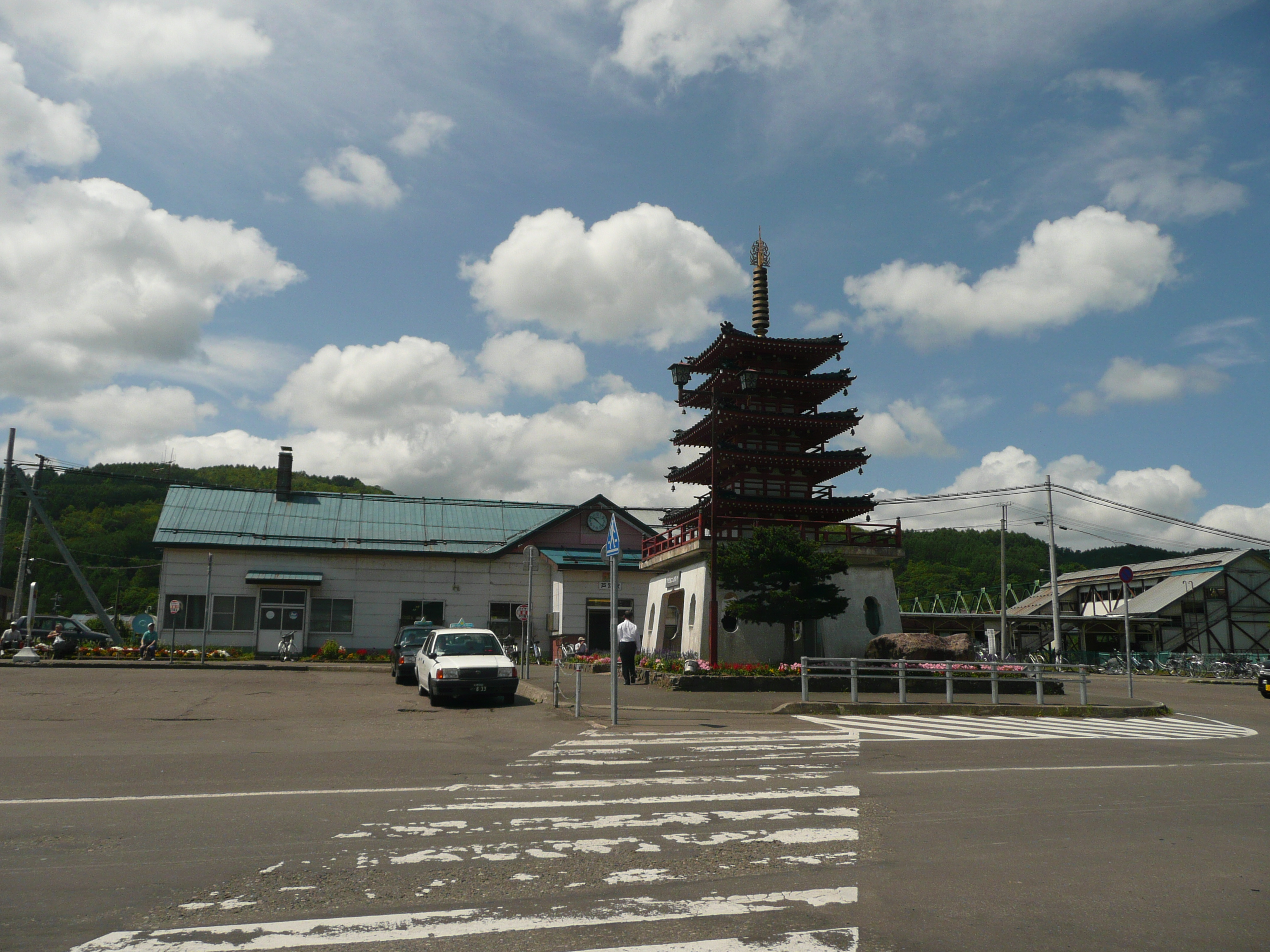
歓迎塔（五重塔）が撤去される以前の芦別駅（2008年）

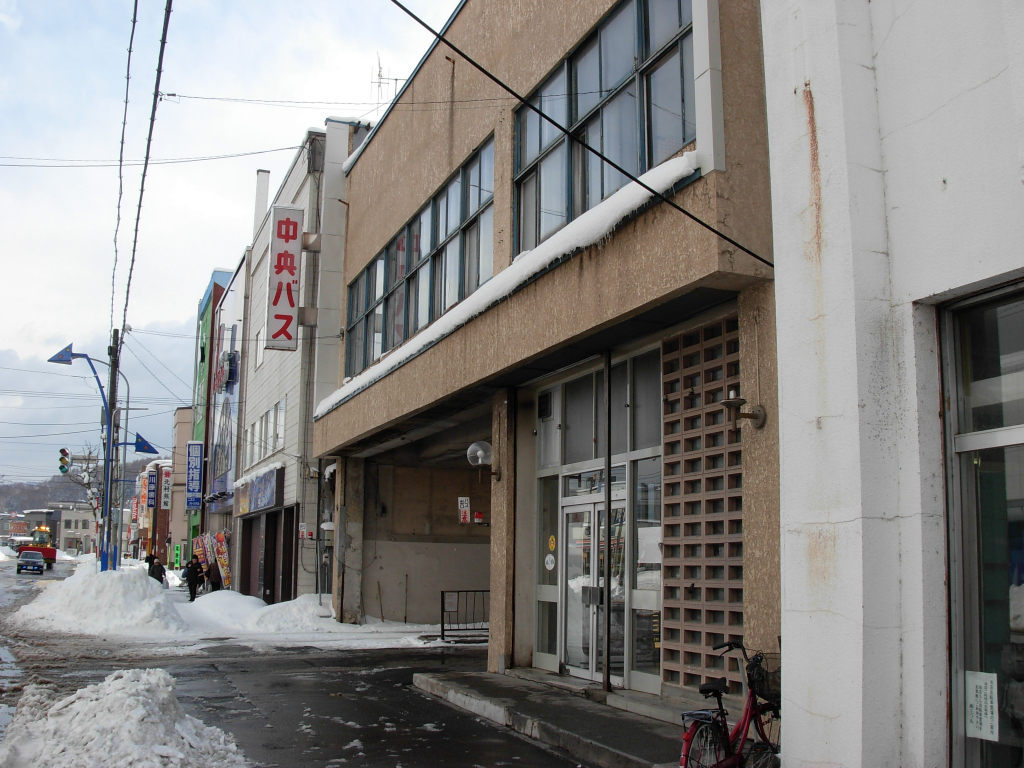
芦別バスターミナル

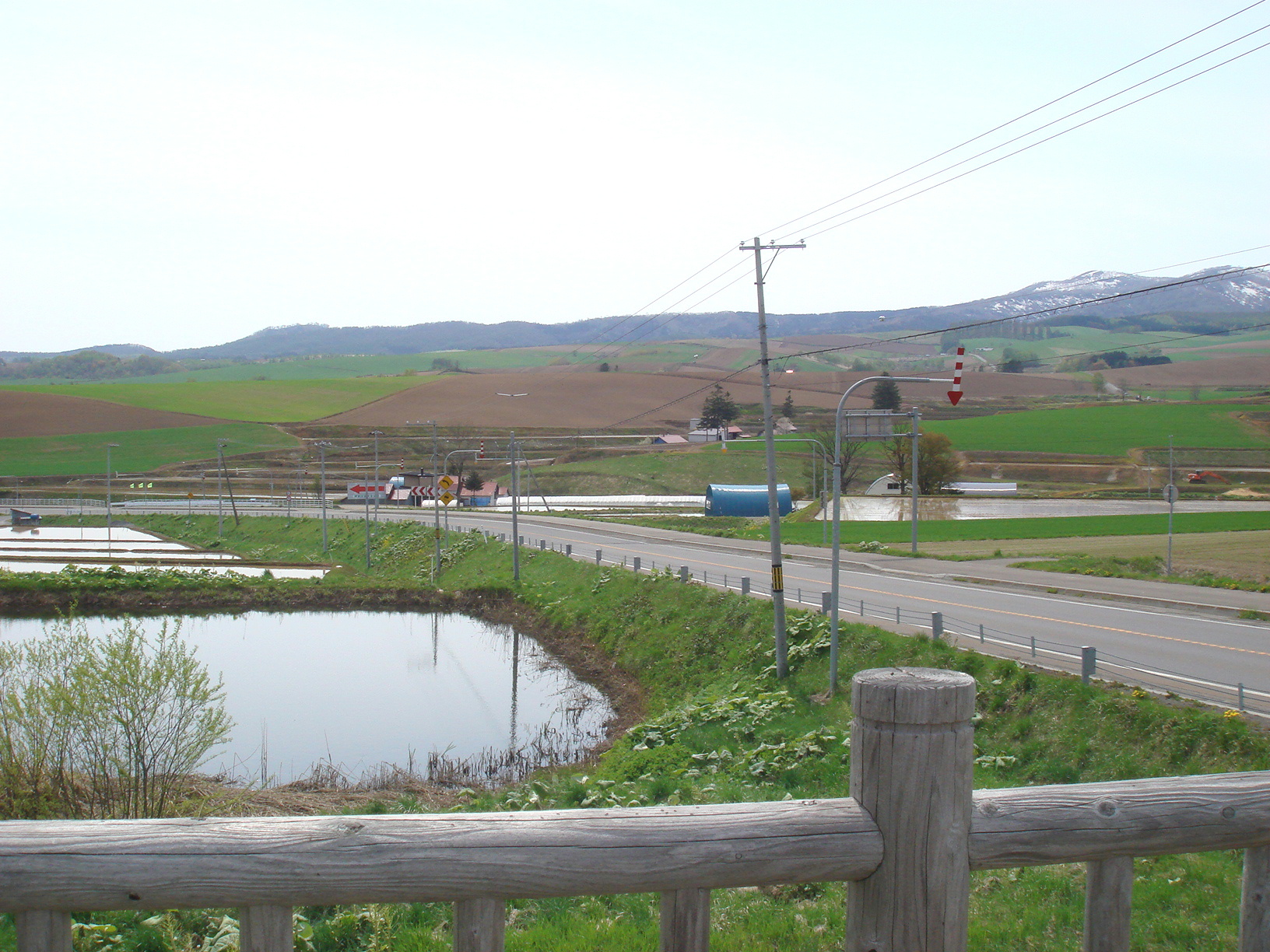
新城峠

### 空港
最寄りの空港
- 旭川空港 （東神楽町）
  - 国道452号未開通区間が開通した場合、空港へのアクセスは格段に良くなるが、現在は北海道道4号旭川芦別線を経由する必要がある。
- 新千歳空港（千歳市）

### 鉄道
北海道旅客鉄道（JR北海道）
- 根室本線 : 芦別駅 - 上芦別駅 - 野花南駅
  - 芦別駅前には五重塔を模した歓迎塔（1982年建設）があったが撤去された[11][12][13]。市内にはかつて五重塔風の建物を所有する北の京・芦別があった。

廃線
- 三井芦別鉄道 : 芦別駅 - 高校通り駅 - 山の手町駅 - 三井芦別駅 - 入山駅 - 中の丘駅 - 幸町駅 - 緑泉駅 - 西町アパート前駅 - 芦の湯前駅 - 頼城駅 - 玉川町駅
- 三菱鉱業芦別鉱業所専用鉄道
- 芦別森林鉄道

未成線
- 芦別線：芦別駅 - （高根信号場） - 石狩常磐駅 - 石狩黄金駅 - 石狩新城駅 - 納内駅

### 都市間バス
- 北海道中央バス - 郊外線、高速バス（滝川営業所、旭川営業所、高速ふらの号）[14]
  - 北海道中央バス芦別営業所は廃止。

### 路線バス
- 空知交通 - 市内線[15]

### タクシー
- 芦別圏エリアの管轄

主なタクシー会社
- 芦別ハイヤー

### 道路

#### 国道
- 国道38号（芦別国道）
- 国道452号

#### 道道
主要地方道
- 北海道道4号旭川芦別線
- 北海道道70号芦別美瑛線
- 北海道道115号芦別砂川線
- 北海道道135号美唄富良野線

一般道道
- 北海道道224号芦別赤平線
- 北海道道339号高根平岸停車場線
- 北海道道365号上芦別停車場線
- 北海道道567号上芦別停車場野花南湖線
- 北海道道601号野花南停車場線
- 北海道道788号芦別停車場線
- 北海道道978号野花南芦別線

#### 道の駅
- スタープラザ芦別

## 観光

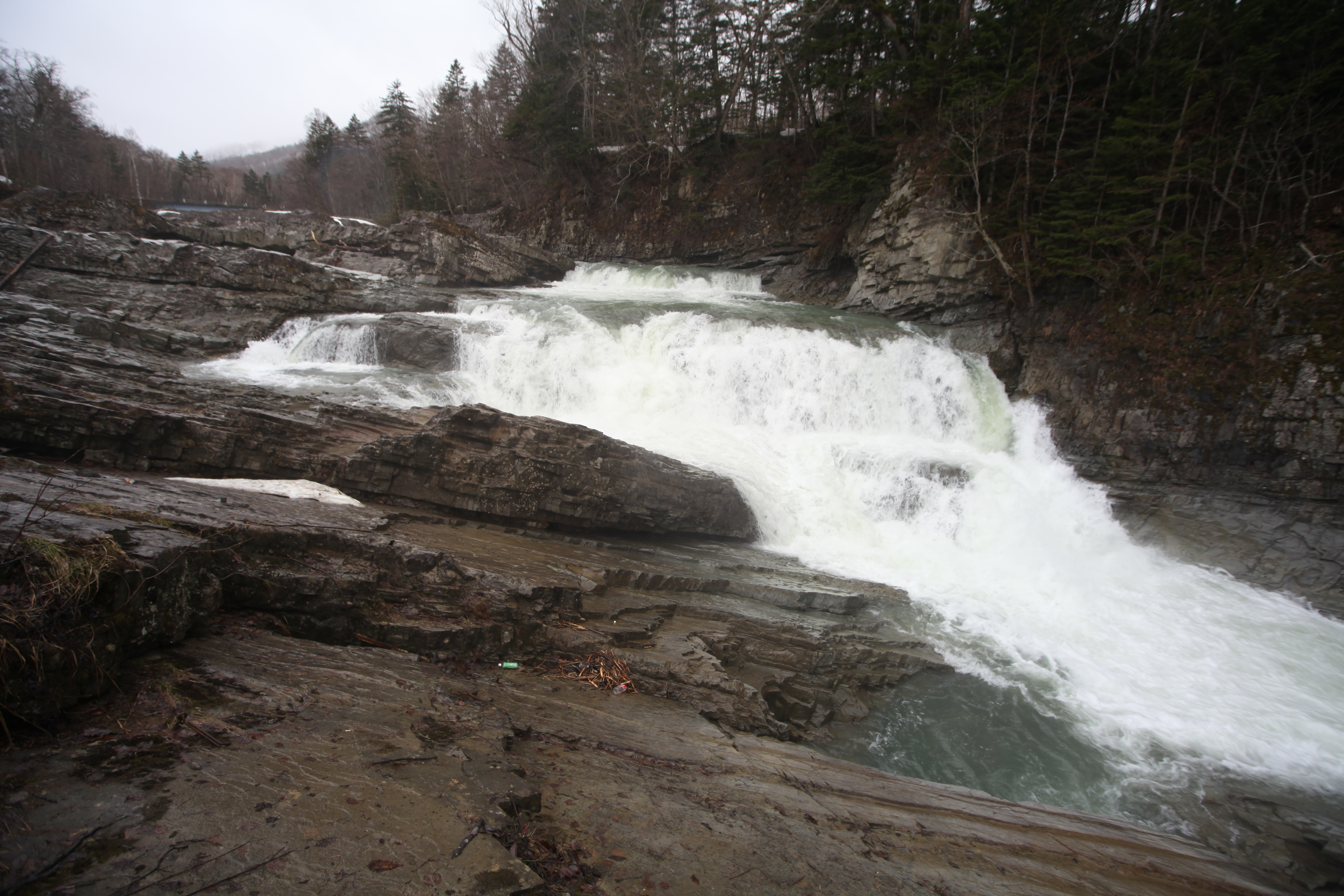
三段滝

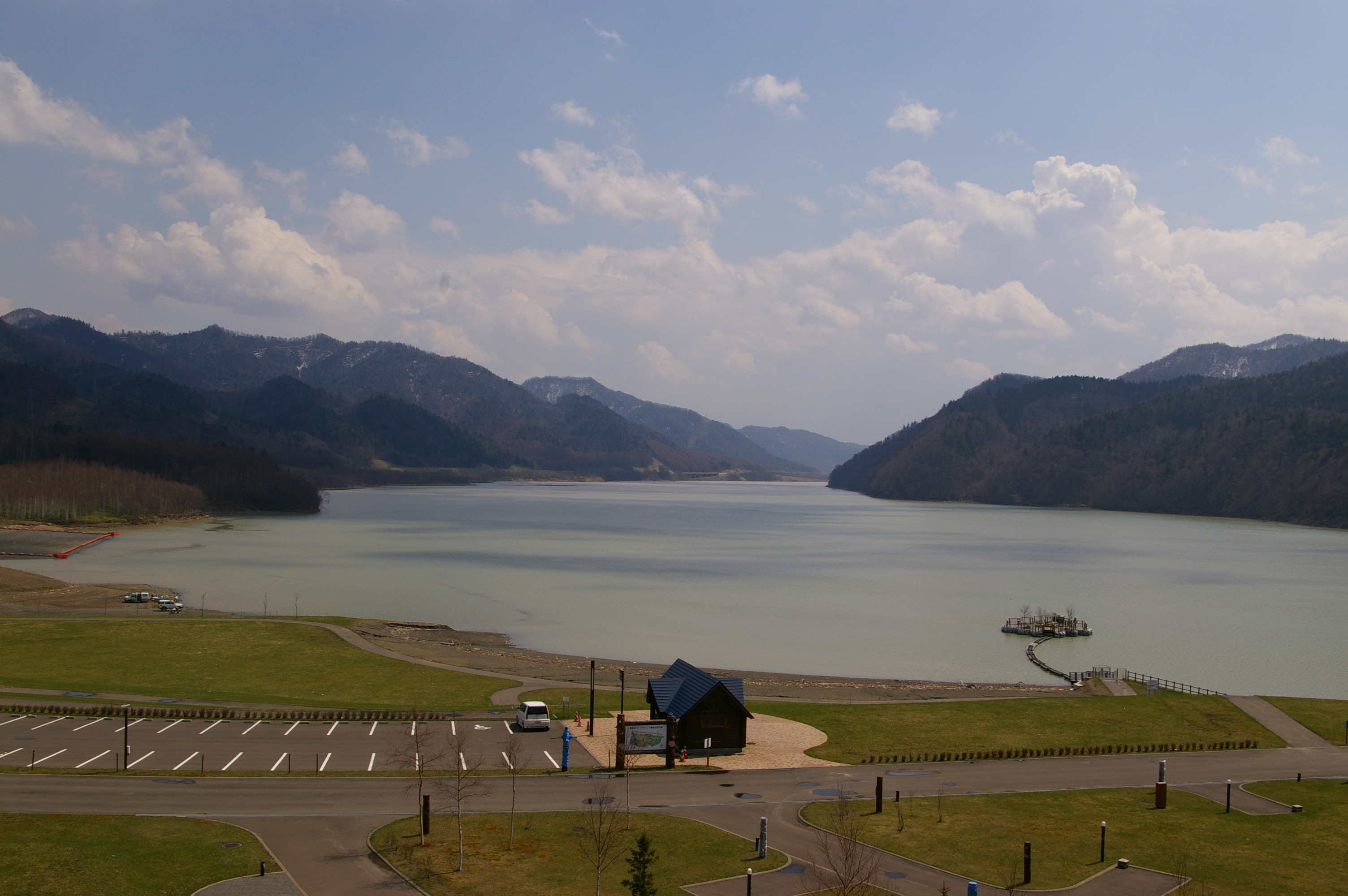
滝里湖

### 文化財

#### 登録有形文化財
- 星槎大学（旧頼城小学校） 校舎 体育館
- 旧三井芦別鉄道炭山川橋梁

#### 道指定
- 滝里遺跡群出土遺物 - 道指定有形文化財、星の降る里百年記念館 (2000年4月14日指定)
- 野花南周堤墓群 - 道指定史跡 (2000年4月14日指定)
- 黄金水松 - 道指定天然記念物、黄金水松公園 (2002年3月29日指定)
- 空知大滝甌穴群 - 道指定天然記念物、滝里ダム下流広場附近 (2011年3月15日指定)

#### 市の指定文化財
- 旧干場家レンガ倉庫
- 毛抜形太刀 - 星の降る里百年記念館
- 芦別獅子 - 芦別獅子保存会
- 新城仙台山の三本ナラ

### 観光スポット
| - 黄金水松 - 新城峠 - 旭ヶ丘公園 - 空知大滝 - 新城夫婦滝 - 三段滝 | - 蘆別神社 - 班渓神社 - 上金剛山展望台 - 滝里ダム資料館 | - 新城仙台山の三本ナラ - 芦別市健民センターオートキャンプ場 - 滝里湖オートキャンプ場 - 芦別温泉スターライトホテル |

- カナディアンワールド（赤毛のアンをモチーフにしたテーマパーク跡地）
- M's resort Ashibetsu（エムズリゾートアシベツ）[16] - 旧国設芦別スキー場
- 富良野芦別道立自然公園

芦別五山（芦別炭鉱）
- 油谷鉱業
- 高根炭鉱
- 明治鉱業上芦別
- 三菱芦別炭鉱
- 三井芦別炭鉱

## 文化･名物

### 祭事･催事
- 星の降る里・芦別健夏まつり（7月第3金曜日 - 日曜日、花火大会・芦別健夏山笠・千人踊りなど）
- 星の降る里芦別映画学校
- 星の降る里・芦別産業フェスティバル
- 花しょうぶまつり
- 上芦別公園祭り
- 芦別牧場まつり
- キャンドルアート

### 名産･特産
- タングロン : 同市に工場を持つ日本酵素産業の昆布エキス入りのリンゴ味の健康飲料。2020年生産終了。
- ソラチのたれ : 焼肉・豚丼のたれ　など各種製品は、道内各地の店舗で販売
- ガタタン（含多湯）
- ユリ根

## 出身･関連著名人

### 出身著名人
- 相沢行夫（NOBODYのメンバー　歌手、作詞・作曲家、ギタリスト）
- 秋田屋まさえ（プロボクサー）
- 新田ほのか（女優、声優）
- 石井郁子（元衆議院議員・共産党所属）
- 稲津久（元衆議院議員・公明党所属、厚生労働副大臣）
- 大緑勝五郎（元大相撲力士）
- Kids Alive（ロックバンド、解散）
- 玄武満（タレント、元大相撲力士）
- ささやななえ（漫画家）
- モヒカーノ関（ラテン・ジャズピアニスト）
- 伊達忠一[17]（第31代参議院議長・自民党所属）
- 豊田硬（第32代防衛事務次官）
- 高橋慶彦（プロ野球選手・元広島東洋カープ）
- 谷崎尚之（たにざきただゆき・札幌在住の劇団員）
- 角幡唯介（ノンフィクション作家）
- 手嶋龍一（ジャーナリスト、元NHKワシントン支局長・記者）
- 原田邦彦（大学教授）
- 西川徹郎 (俳人)
- 松川一代（バレーボール選手・元日本女子代表）
- 水谷豊（俳優・歌手）
- 水野洽（映画監督）
- 柳卓（フリーアナウンサー、元琉球放送アナウンサー）
- ようへい（お笑い芸人、ラジオパーソナリティ、元落語家）
- 吉岡均 (写真家)
- 横山輝一（シンガーソングライター・音楽プロデューサー）
- 横山清（アークス社長、元ラルズ社長、初代新日本スーパーマーケット協会会長、元全国スーパーマーケット協会理事長）
- 累央（俳優）
- 脇屋友詞（中国料理シェフ）
- 植松努（実業家）

### ゆかりのある人物
- 若松市政（芦別市議、元プロレスラー）
- 寺島実郎（評論家、小学生時代芦別に住んでいた）
- シャウラ（ファッションモデル、母親が芦別市出身、小さい頃に芦別に住んでいた[18]）
- 木塚敦志（元プロ野球選手、横浜DeNAベイスターズコーチ、父親が芦別市出身）
- 竜真知子（作詞家、夫が芦別市出身の相沢行夫）